# Данилин, Николай Михайлович
Николай Михайлович Дани́лин (21 ноября (3 декабря) 1878, Москва — 6 февраля 1945, там же) — хоровой дирижёр, регент, педагог.

## Биография
Родился в крестьянской семье. Его отец работал на картонной фабрике, а мать на чулочной фабрике.
Окончил в 1897 году Синодальное училище церковного пения, в 1907 году— Музыкально-драматическое училище Московского филармонического общества. В 1901—1918 годах преподавал в Синодальном училище, в 1898—1903 годах одновременно в городских училищах на Николоямской улице и в Леонтьевском переулке, в Институте благородных девиц имени императора Александра III (хоровое пение).
С 1 января 1907 года — старший помощник регента; c 10 февраля 1910 г. — исполняющий обязанности регента; с 8 апреля 1910 г. — утверждённый в должности главный регент Синодального хора (до 1918); провёл премьеры Литургии Святого Иоанна Златоуста (25 ноября 1910 г.) и Всенощного бдения С. В. Рахманинова (10 марта 1915 г.). В 1911 году провёл гастрольную поездку Синодального хора по Европе (Варшава, Рим, Флоренция, Вена, Дрезден). В 1912 году хор под управлением Данилина участвовал в освящении русского православного храма во имя св. Николая в Ницце, а в 1913 году — русского православного храма-памятника в Лейпциге.
С 1915 года руководил частным духовным хором Москвы, созданным меценатом А. П. Каютовым (пел в разных храмах города, в том числе в 1915—1918 гг. в церкви Преподобного Пимена в Старых Воротниках в Старопименовском переулке). Под управлением Данилина хор пел на последней службе в Успенском соборе Кремля перед его закрытием (апрель 1918 г.).
В 1917 году участвовал в интронизации Патриарха Тихона в Успенском соборе Кремля. После 1917 г. был регентом в нескольких московских храмах, в том числе в церквах: Николая Чудотворца «Явленного» на Арбате, Параскевы Пятницы в Охотном ряду, храме Георгия на Большой Грузинской улице, церкви Трифона в Напрудном. В 1928 году был вынужден прекратить регентскую деятельность.
Автор духовных композиций. До 1923 г. Данилин работал в Народной хоровой академии (в которую было в 1918 году преобразовано Синодальное училище), в 1923—1924 гг. — хормейстер Большого театра. С 1923 года преподавал в Московской консерватории (с 1930 профессор), с 1924 года — хормейстер Оперной студии при консерватории.
Среди учеников — московские хормейстеры К. Б. Птица, А. В. Рыбнов, В. П. Степанов, А. С. Степанов, Г. А. Дмитревский, композитор Д. Н. Шведов.
С 20 мая 1936 г. по 10 марта 1937 г. — художественный руководитель Ленинградской Государственной академической Капеллы, а в 1937—1939 годах — художественный руководитель и главный дирижёр Государственного хора СССР.
Жил в корпусе для педагогов Синодального училища на Большой Никитской улице. Похоронен на Ваганьковском кладбище (35 уч.).

## Записи
Записи Государственного хора СССР, сделанные под управлением или при участии Н. М. Данилина:

### 1937
- Дегейтер П. Интернационал. С участием оркестра Большого театра под управлением А. Мелик-Пашаева (винил)
- Василенко С. Кантата к 20-летию Октября. С участием солистов и Государственного оркестра народных инструментов под управлением П. Алексеева (запись на тонфильм)
- Гедике А. Родина радости. С участием В. Качалова и инструментального ансамбля под управлением Н. Данилина (запись на тонфильм)

### 1938
- Римский-Корсаков Н. Татарский полон. Под управлением Н. Данилина (винил)
- Чайковский П. Не кукушечка во сыром бору. Под управлением Н. Данилина (винил)
- Дегейтер П. Интернационал. С участием Государственного оркестра под управлением А. Гаука (запись на тонфильм)

### 1939
- Гендель Г. Четыре хора из оратории «Самсон». С участием Государственного оркестра под управлением А. Гаука (винил):
  - № 9. Враги падут
  - № 18. Терпи, народ!
  - № 21. Славу поём
  - № 27. Сражён Самсон
- Замучен тяжёлой неволей (обр. Л. Шульгина). Под управлением Н. Данилина (винил)

В 2008 к 130-летию Данилина вышел компакт-диск с записями Гос. хора СССР.

## Сочинения
Шесть духовно-музыкальных произведений
- О тебе радуется (греческого распева, G-dur)
- Ныне отпущаеши (c-moll)
- Господи, спаси благочестивыя… Трисвятое (f-moll)
- Буди имя Господне (C-dur)
- Слава Тебе, Боже наш (C-dur — G-dur)
- Господи, помилуй (на литии)

Двенадцать обработок народных песен

## Публикации
- О хоровой культуре (накануне Всесоюзной хоровой олимпиады) // Советское искусство.— 1936, 29 июня.